# Milena Lamarová
Milena Lamarová (4. listopadu 1930 Praha – 30. ledna 2006) byla česká historička a teoretička umění, také redaktorka a publicistka se specializací na moderní a současné umění, průmyslový design, kulturu bydlení a odívání. 

## Biografie
Studovala anglistiku  na filozofické fakultě Univerzity Karlovy, dále učitelství (aprobace tělesná výchova) na pedagogické fakultě, kde absolvovala v roce 1957. V letech 1960–1965 byla zaměstnána jako redaktorka v Ústavu bytové a oděvní kultury (ÚBOK),  kde se již profilovala její specializace.  V letech 1968–1970 absolvovala master program studia dějin a teorie architektury na Royal College of Art v Londýně (titul MA /Master of Arts). Studium a následné zaměstnání v Uměleckoprůmyslovém muzeu získala díky dr. Jiřímu Šetlíkovi a s podporou tehdejšího ministra kultury Miroslava Galušky.
Do tištěných médií vstoupila jako autorka již během studií roku 1952 krátkými zprávami, články a reportážemi ze sportu (Československý sport, Stadion, Obrana lidu). Sportu holdovala po celý život, zejména sjezdovému lyžování; stal se také hlavní příčinou jejího úmrtí.  
Stála u zrodu časopisu Umění a řemesla, v němž dělala redaktorku v letech 1965–1966, v letech 1966–1970 byla redaktorkou časopisu Výtvarná práce a v letech 1968–1969 šéfredaktorkou revue Czech Industrial Design. Roku 1970 nastoupila jako kurátorka do Uměleckoprůmyslového muzea, v němž spoluzakládala oddělení moderního umění a pracovala tam téměř 36 let (v posledních letech externě).

## Odkaz
Patřila k průkopníkům, kteří prosadili průmyslový design mezi disciplíny teorie umění, a také k nejproduktivnějším spisovatelkám svého oboru. Její bibliografie čítá kolem 130 knih či katalogů výstav a několik set časopiseckých statí a novinových článků. Několik publikací bylo prostřednictvím nakladatelství ARTIA nebo zahraničních vydavatelů vydáno v cizojazyčných mutacích, další byly vydány pouze v cizích verzích.. 
Její profese ani dílo dosud nebyly souborně zhodnoceny, svědčí o tom například pahýl hesla v Bibliografii českých zemí.